# Захаров, Иван Антонович
Захаров Иван Антонович (1898, дер. Юркино, Орехово-Зуевский район, Московская область — 19 марта 1944, Москва) — советский партийный деятель. Наиболее известен как Член ЦК коммунистической партии БССР и один из руководителей Центральной эвакуационной комиссии БССР в годы Великой Отечественной войны.

## Биография
Родился в 1898 году в Московской области.
В 1914—1919 годах работал столяром.
В 1919—1923 годах служил в РККА, принимал участие в Гражданской войне.
В 1923—1926 годах работал в сфере строительства.
В 1926—1932 годах вступил в ВКП(б) и занимался партийной деятельностью.
В 1932—1937 годах учился в Академии лёгкой промышленности СССР.
В 1937 году направлен в Витебск на должность директора льнопрядильной фабрики. Позже в этом же году назначен председателем Витебского горисполкома.
В апреле 1938 года назначен заместителем председателя СНК БССР и переезжает в Минск.
В 1940—1944 годах являлся членом ЦК Компартии БССР (иные должности занимал по совмещению). С 25 июня 1941 года И.А. Захаров назначен первым заместителем председателя Центральной эвакуационной комиссии БССР; под его руководством менее чем за месяц с территории Беларуси было вывезено более 200 000 гражданского населения (в т.ч. 16,5 тысяч детей-сирот и детей, утративших связь с семьями), а также успешно осуществлена массовая эвакуация государственных учреждений, предприятий, скота и техники. С августа 1941 Захаров работает в ЦК БССР в изгнании в Москве. Иван Антонович не сомневался в скором разгроме немецких оккупантов и освобождении территории БССР, поэтому активно занимался планированием реконструкции городов и народного хозяйства; в условиях войны сумел привлечь в правительство советской Белоруссии множество ценных кадров, что позволило ударными темпами восстановить республику после войны.
Умер в 1944 году и был похоронен в закрытом колумбарии бывшего крематория Нового Донского кладбища.

## Награды
- орден Ленина (20.07.1940) — за перевыполнение плана 1939 года, успешную работу и проявленную инициативу в деле выполнения специальных заказов Правительства

## Память

Имя И.А. Захарова носит одна из улиц в Минске.